# Réserve naturelle régionale de la côte de Mancy
La réserve naturelle régionale de la côte de Mancy (RNR117) est une réserve naturelle régionale située en Bourgogne-Franche-Comté. Classée en 2010, elle occupe une surface de 49 hectares et protège un ensemble de pelouses calcaires associées à des fruticées, des falaises et des boisements périphériques.

## Localisation

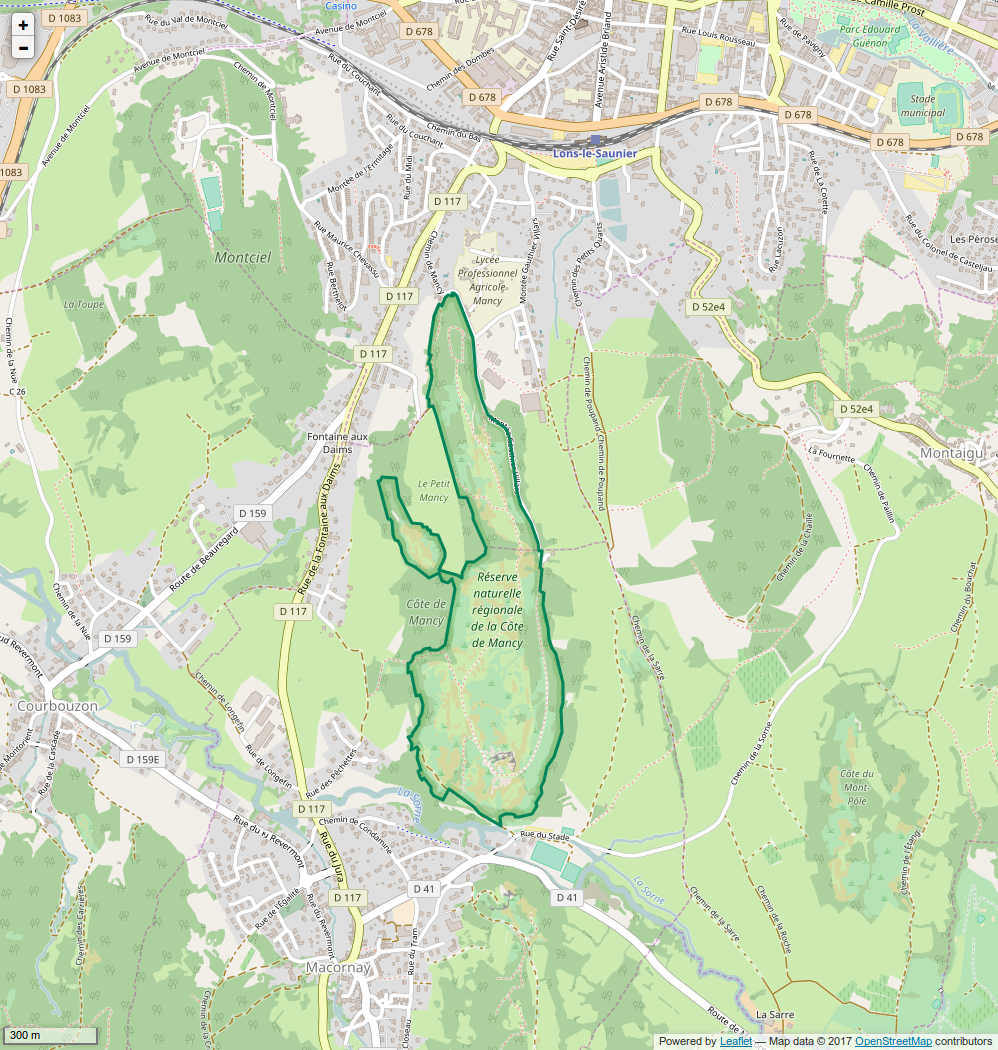
Périmètre de la réserve naturelle.

Le territoire de la réserve naturelle est dans le département du Jura, sur les communes de Lons-le-Saunier et Macornay. Entre 278 m et 415 m, il occupe une surface de 49,21 ha et se présente sous la forme d'un coteau d'environ 1,5 km du nord au sud faisant partie du Revermont (faisceau lédonien) et dominant Lons-le-Saunier et l'entrée de la reculée de Vernantois. Le site se trouve à 2 km au nord de la réserve naturelle nationale de la grotte de Gravelle sur la même commune de Macornay.

## Biohistoire du site et de la réserve
En tant qu’artefact et relicte d’une gestion collective d’un espace commun (appelé communal), la Côte de Mancy est un technotope illustrant les techniques agro-sylvo-pastorales traditionnelles spécifiques de ce lieu et plus largement du secteur des Reculées-Sud Revermont-Petite Montagne. Ces techniques ont permis l’émergence d’habitats aujourd’hui rarissimes tant en superficie qu’en nombre, auxquels des espèces ont su s’adapter. Parfois aussi (souvent), c’est l’abandon progressif ou brutal de ces techniques intensives qui a permis le développement transitoire d’habitats à haute valeur patrimoniale, au regard de l’existant. Des perturbations ponctuelles équilibrées les ont préservés jusqu’au moment où le territoire a perdu sa résilience, car incapable de supporter plus avant ces modifications dans un espace devenu trop partitionné.
Les entomologistes ont pris conscience de la valeur du site dans la seconde moitié du XXe siècle en particulier pour la présence d'espèces endémique de lépidoptères.
Le site du plateau de Mancy a fait l'objet d'un classement en réserve naturelle volontaire en 1996.

## Écologie (biodiversité, intérêt écopaysager…)
Le site est principalement connu pour sa richesse en lépidoptères et en reptiles qui résulte de la présence de milieux secs (pelouses calcaires et marneuses) ainsi que de fruticées, zones rocheuses, éboulis et boisements. Le coteau est bordé par des anciennes  carrières calcaire et on y rencontre 7 habitats d'intérêt communautaire.

### Géologie[6]
Le site correspond à une écaille du charriage du Jura externe sur la Bresse, d’axe nord/sud. On trouve 3 étages à l'affleurement sur le site : Toarcien, Aalénien et Bajocien. Le sous-sol est composé de roches du Bajocien.

### Flore[3]
La flore compte 482 espèces de Spermatophytes dont 4 espèces protégées régionalement et 1 sur la liste rouge régionale(Baguenaudier). 15 sont aux portes de cettes liste comme les suivantes (Orchis singe, Ophrys abeille, Ophrys araignée, Trèfle strié). La flore compte aussi 9 Marchantiophytes, 105 Bryophytes et 8 Filicophytes.  

### Fonge[3]
L'inventaire en cours de la fonge compte 229 espèces de champignons et 48 espèces de lichens fin 2022.  

### Faune[3]
Parmi les mammifères, on comptent 18 espèces de chauves-souris dont : le Minioptère de Schreibers, la Pipistrelle commune, le Petit Murin et le Grand murin.
L'inventaire permanent de l'avifaune compte 121 espèces dont 49 nicheuses (19 nicheuses certaines et 30
probables entre 2002 et 2020). On trouve ainsi l'Alouette lulu, la Pie-grièche écorcheur, le Pic mar, le Pic noir, la Bondrée apivore, le Milan noir et le Milan royal parmi les espèces de l'inventaire.
Pour les reptiles, on y rencontre 10 des 12 espèces de Franche-Comté dont l'Orvet, la Couleuvre vipérine, la Couleuvre à collier, la Vipère aspic, et le Lézard vert.

## Intérêt touristique et pédagogique
L'accès au public est libre dans la respect de la réglementation (circulation uniquement pédestre, chiens tenus en laisse). Des voies d'escalade se trouvent dans la partie sud de la réserve naturelle (ancienne carrière).

## Administration, plan de gestion, règlement
La réserve naturelle est gérée par le Conservatoire d'espaces naturels de Franche-Comté et Jura Nature Environnement.
L'enfrichement du site est contrôlé par le pâturage de chevaux koniks polski et un troupeau de brebis Thônes et Marthod.

### Outils et statut juridique
La réserve naturelle a été créée par une délibération du 12 février 2010 pour une durée de 10 ans renouvelable.
Le site fait également partie des zonages suivants :
- ZNIEFF de type I no 00000028
- ZSC FR4302001 « Côte de Mancy »